# Cô gái chơi dương cầm
Cô gái chơi dương cầm (nguyên bản tiếng Đức: Die Klavierspielerin, có nghĩa là nữ dương cầm thủ) là một tiểu thuyết của nữ văn sĩ người Áo Elfriede Jelinek. Tác phẩm được xuất bản năm 1983 và được đông đảo người đọc đón nhận.
Đạo diễn người Áo Michael Haneke đã chuyển thể tiểu thuyết này thành phim cùng tên rất nổi tiếng và đã đoạt 3 giải thưởng trong Liên hoan phim Cannes năm 2001. Tên tác phẩm khi được chuyển sang tiếng Anh là "The Piano Teacher", nghĩa là "Cô giáo dạy dương cầm". Năm 2004, Elfriede Jelinek đã được trao giải Nobel Văn học.
Mẹ của Jelinek là một bà mẹ hết sức nghiêm khắc và muốn bà trở thành thần đồng âm nhạc nên đã tạo nhiều áp lực cho Jelinek. Các tác phẩm của bà thường diễn tả sự tưởng chừng như không thể vượt qua nổi của phụ nữ trong việc tự tìm kiếm bản thân mình một cách toàn diện và phải sống giả tạo trong thế giới của mình.
Trong cuốn tiểu thuyết này, nhân vật chính là một cô giáo dạy dương cầm có tên là Erika Kohut. Truyện xoay quanh mối quan hệ bất thường giữa cô giáo và mẹ già độc đoán và mối quan hệ của cô với cậu học trò Walter Klemmer.
Tiểu thuyết Lust (Ham muốn) cũng đã tiếp tục đi sâu vào chủ đề mà tác phẩm này đã đề cập tới.

## Tóm tắt nội dung
Cuốn tiểu thuyết bày ra một liên hệ rất không bình thường giữa cô giáo dạy nhạc Erika Kohut và bà mẹ già độc đoán. Erika là một cô giáo dương cầm tài giỏi bậc nhất tại nhạc viện Vienna. Nhưng sự nghiêm trang và đứng đắn của Erika có thể chỉ là vẻ giả tạo bên ngoài. Một khi đã bước ra khỏi căn phòng dạy nhạc, người phụ nữ này lại lén lút đến xem phim tại một cửa hàng phim khiêu dâm, rình mò những đôi trai gái làm tình và luôn giấu sẵn một lưỡi dao cạo trong người để cắt xẻo da thịt của chính mình.
Mối quan hệ của Erika và những người xung quanh lại càng bất thường hơn. Người phụ nữ ngoài 30 này vẫn bị bà mẹ độc đoán kiểm soát mọi lúc mọi nơi. Đối với học trò, Erika lại tỏ ra rất lạnh nhạt và nghiêm khắc. Cô sợ mất đi vị trí độc tôn của mình nên tìm cách trù dập những sinh viên tài năng nhất.
Nhưng có một chàng sinh viên đã lọt vào mắt xanh của Erika. Cậu là Walter Klemmer, một sinh viên ngành kỹ thuật rất điển trai với ngón đàn điêu luyện. Thấy Erika lạnh nhạt, Walter lại càng muốn chiếm lấy tình cảm của cô. Cậu học trò Klemmer cũng là một con người có cuộc sống bị kìm hãm. Họ đến với nhau theo cách tự hành hạ, tự làm đau đớn bản thân và làm cho người khác đau.
Cao trào của câu truyện là khi Erika quay trở lại hành hạ mẹ mình và khi cậu học trò đối xử với Erika như một trò đùa tình dục tàn bạo. Truyện đi đến hồi kết khi Erika đi tìm cậu học trò để cắm lưỡi dao vào cậu. Nhưng khi nhìn thấy Klemmer vui đùa với những người bạn, cô lại tự làm mình đau và đi về nhà với máu chảy ròng ròng trên vai...
Tất cả những chuyện đó được kể bằng một văn phong linh hoạt, bóng loáng, tỉnh bơ, mà, như cái mốt của thời hậu hiện đại, văn phong này không cố tình dấy lên ở độc giả một cảm xúc nào; một thứ văn phong "nó chỉ là nó", được biểu hiện qua những quy chiếu mang tính liên văn bản và hoàn toàn chỉ là chữ nghĩa của riêng nó. Những trang cuối cuốn tiểu thuyết là cảnh Erika bị anh học trò nện cho một trận, tự làm mình bị thương ở vai, cứ thế lê về nhà, máu chảy ròng ròng trên lối đi...

## Nhận xét
Tác giả đã tập trung làm nổi bật sự chật vật của nhân vật nữ trong quá trình tìm kiếm bản thân, phải sống giả tạo vì cư xử theo những hình mẫu khuôn rập. Qua đó, người đọc được bắt gặp những thế giới nội tâm, thế giới tràn đầy sức sống kì lạ, mới mẻ.
Như nhiều tác phẩm khác của Elfriede Jelinek, tiểu thuyết này cũng đã nhận được nhiều ý kiến trái ngược nhau và khá gay gắt, nhưng cuối cùng, Viện Hàn lâm Thụy Điển vẫn quyết định trao giải Nobel cho bà kèm theo lời nhận xét:"Những dòng chảy âm thanh và phản âm thanh đầy kịch tính có trong tiểu thuyết và kịch của Elfriede Jelinek, những tác phẩm với sức mạnh ngôn ngữ phi thường đã phơi bày cái bất hợp lý của những khuôn sáo trong xã hội và uy quyền ngự trị chúng."